# St Albans (Nouvelle-Zélande)
St Albans  est l’une des plus étendues des banlieues de la cité de Christchurch, qui est située dans l’île du Sud de la Nouvelle-Zélande.

## Situation
Elle siège à deux kilomètres au nord du district central de la cité de Christchurch. Vers l’est de St Albans se trouve la banlieue de Shirley et vers l’ouest se trouve celle de Merivale.
Les limites du borough de St Albans sont : Mays Road dans le nord, Hills Road dans l’est, Bealey Avenue vers le sud et Rossall Street vers l’ouest.
La banlieue de St Albans est bordée par :
- Merivale vers l'ouest (à l'ouest de Papanui Road – au sud de Innes Road)
- Strowan vers le nord-ouest (à l'ouest de Papanui Road – au Nord de Innes Road)
- Papanui vers le nord (au nord de Tomes Road)
- Mairehau vers le nord-est (à l'est de Jamieson Avenue, Severn Street et Forfar Street – au nord de Warrington Street)
- Edgeware vers l'est (à l'est de Forfar Street – au Sud de Warrington Street et à l'est de Madras – au nord de Bealey Avenue)
- Le centre ville de Christchurch vers le sud (au Sud de Bealey Avenue).

## Gouvernance
À l’origine, c’était un village occupé par la classe ouvrière, St Albans étant un borough séparé à partir de 1881 et jusqu’en 1903, quand il devint une partie de la cité de Christchurch.
La banlieue est située dans les limites de la Circonscription électorale de Christchurch Centre (en) et est représentée par Duncan Webb (en), qui en a été le MP depuis les élections générales de 2017.

## Toponymie
St Albans fut dénommée d’après la ferme de George Dickinson, qui se trouvait au sud de St Albans Creek.
Il avait nommé sa ferme St Albans en mémoire de sa cousine Harriet Mellon, une actrice qui était devenue la Duchesse de St Albans.

## Installations
Le centre de rencontre de St Albans est Edgeware Village, situé sur Edgeware Road, qui contient un petit nombre de magasins bien achalandés.
La banlieue contient cinq écoles :
- St Albans Primary School[2].
- St Albans Catholic School[3].
- Mairehau Primary School,
- St Francis of Assisi,
- et Paparoa Street School.

Les trois principaux parcs de la banlieue sont :
- St Albans Park[4].
- Abberley Park,
- et Malvern Park[5].

Les installations sportives comprennent le stade du Canterbury United Football Club, English Park (en), et le Parc de Rugby, qui est le siège des Crusaders, club professionnel de rugby à XV.

## St Albans News
St Albans est connu pour son esprit de cohésion et de la communauté.
Ceci s’est manifesté en soi par la publication du journal mensuel local : le St Albans Neighbourhood News, qui fut publié pour la première fois par un groupe de résidents locaux en 1993 et qui fonctionne toujours actuellement sous le nom de St Albans News.
Il est distribué auprès des 5 000 maisons et commerces. Le journal a récemment été étendu et comporte 16 pages.
Sur toutes ces années, il a constitué un élément central pour de nombreuses relations dans la communauté, comprenant le programme local, Packe Street Park, la tragédie d'Edgeware Road, et la fermeture de la piscine de Edgeware (à laquelle s’est opposé l’éditorial du journal).
Après que la communauté ait regagné le contrôle du site, il fut annoncé que le bassin pourrait être reconstruit grâce à une généreuse donation d’un résident local
Actuellement, St Albans News, à travers l’association des résidents exprime son opposition à la construction du « Christchurch Northern Corridor » à travers le territoire de St Albans avec des résultats mitigés.

## Dommages lié aux tremblements de terre
La banlieue a échappé à des dommages sévères lors du séisme de 2010 à Canterbury. Quelques cheminées s’effondrèrent maies seuls quelques maisons furent affectées dans leur ensemble.
Toutefois, lors du tremblement de terre du 22 février 2011, la banlieue fut frappée lourdement. De nombreuses maisons, supermarchés et magasins furent significativement endommagés avec finalement la nécessité d’une démolition totale.
En juillet 2011, la démolition de l’ancienne bibliothèque, qui abritait le centre de la communauté fut ordonnée par la Canterbury Earthquake Recovery Authority (en).
En 2014, l’étendue des dommages au système de drainage et l’abaissement du niveau du sol est devenu apparent, avec des épisodes réguliers d’inondation en série des rues connues comme au niveau de Flockton Basin

## Résidents notables
- Hugh Acland (en) (1874–1956), chirurgien réputé et plus tard propriétaire de Chippenham[10].
- John Evans Brown (en) (1827–1895), premier MP à représenter St Albans, d’après qui la rue Browns Rd est dénommée et propriétaire de Chippenham[11]
- Wizard of New Zealand (né en 1932), vivait dans la banlieue jusqu’à ce que sa maison de « Cranford Street » fut détruite par le feu en septembre 2003.